# 12128 Palermiti
12128 Palermiti eller 1999 RP43 är en asteroid i huvudbältet som upptäcktes den 13 september 1999 av den amerikanske astronomen Charles W. Juels vid Fountain Hills-observatoriet. Den är uppkallad efter Mike Palermiti.
Asteroiden har en diameter på ungefär 9 kilometer och den tillhör asteroidgruppen Eos.